# Club Bàsquet Girona 1999-2000
Questa voce raccoglie le informazioni riguardanti il Club Bàsquet Girona nelle competizioni ufficiali della stagione 1999-2000.

## Stagione
La stagione 1999-2000 del Club Bàsquet Girona è la 12ª nel massimo campionato spagnolo di pallacanestro, la Liga ACB.
All'inizio della nuova stagione la Federazione decise di modificare il regolamento riguardo al numero di giocatori extracomunitari consentiti per ogni squadra che così passò a solo due.

## Roster
Aggiornato al 11 novembre 2021.
| Casademont Girona 1999-00 | Casademont Girona 1999-00 |
| Giocatori                 | Staff tecnico             |
| ------------------------- | ------------------------- |

| N. | Naz.                                       | Ruolo | Nome             | Anno | Alt.   | Peso   |  |
| -- | ------------------------------------------ | ----- | ---------------- | ---- | ------ | ------ |  |
| 4  | Finlandia (bandiera)                       | C     | Martti Kuisma    | 1970 | 208 cm | 106 kg |  |
| 5  | Spagna (bandiera)                          | AP    | Xavier Sánchez   | 1975 | 196 cm |        |  |
| 6  | Spagna (bandiera)                          | P     | Xavi Vallmajó    | 1975 | 182 cm |        |  |
| 7  | Stati Uniti (bandiera)                     | AG    | Darryl Middleton | 1966 | 202 cm | 104 kg |  |
| 8  | Spagna (bandiera)                          | P     | Pablo Laso       | 1967 | 176 cm | 74 kg  |  |
| 9  | Spagna (bandiera)                          | A     | Gerard Darnés    | 1972 | 198 cm |        |  |
| 10 | Stati Uniti (bandiera)                     | AG    | Larry Stewart    | 1968 | 203 cm | 100 kg |  |
| 11 | Spagna (bandiera)                          | C     | Quique Moraga    | 1974 | 212 cm |        |  |
| 12 | Spagna (bandiera)                          | AP    | Alberto Alzamora | 1974 | 193 cm |        |  |
| 14 | Spagna (bandiera)                          | C     | Toni Espinosa    | 1971 | 202 cm |        |  |
| 15 | Stati Uniti (bandiera) · Spagna (bandiera) | G     | Eric Johnson     | 1966 | 188 cm | 93 kg  |  |
| -  | Spagna (bandiera)                          | C     | Jordi Trias      | 1980 | 205 cm | 103 kg |  |

| Allenatore                                                        |
| - Trifón Poch                                                     |
| Assistente/i                                                      |
| - Jordi Puig Legenda - (C) Capitano - (IN) Inattivo - Infortunato |

## Mercato

### Sessione estiva
| Acquisti | Acquisti         | Acquisti          | Acquisti   | Acquisti |
| R.a      | Nome             | da                | Modalità   |          |
| -------- | ---------------- | ----------------- | ---------- | -------- |
| AP       | Xavier Sánchez   | Murcia            | definitivo |          |
| AG       | Darryl Middleton | Joventut Badalona | definitivo |          |
| G        | Eric Johnson     | Valencia          | definitivo |          |
| C        | Martti Kuisma    | Apollon Patrasso  | definitivo |          |
| P        | Pablo Laso       | Málaga            | definitivo |          |
| AP       | Alberto Alzamora | Inca              | definitivo |          |

| Cessioni | Cessioni        | Cessioni          | Cessioni       | Cessioni |
| R.       | Nome            | a                 | Modalità       |          |
| -------- | --------------- | ----------------- | -------------- | -------- |
| P        | Rafael Jofresa  | Joventut Badalona | fine contratto |          |
| AG       | Jerónimo Bucero | Benfica           | fine contratto |          |
| AC       | Danya Abrams    | Cáceres           | fine contratto |          |
| G        | Oriol Rabert    | Gandía            | fine contratto |          |
| A        | Francesc Solana | Siviglia          | fine contratto |          |
| C        | Tim Kempton     | Free agent        | fine contratto |          |
| G        | Xavier Soler    | Prat              | fine contratto |          |

### Dopo l'inizio della stagione
| Acquisti | Acquisti | Acquisti | Acquisti | Acquisti |
| R.       | Nome     | da       | Data     | Modalità |
| -------- | -------- | -------- | -------- | -------- |

| Cessioni | Cessioni         | Cessioni | Cessioni    | Cessioni    |
| R.       | Nome             | a        | Data        | Modalità    |
| -------- | ---------------- | -------- | ----------- | ----------- |
| AP       | Alberto Alzamora | Inca     | aprile 2000 | rescissione |